# 사성 (연호)
사성(嗣聖, 684년 1월 ~ 2월)은 당나라(唐) 중종(中宗) 이현(李顯)의 연호이자 측천무후(則天武后) 섭정 시기의 연호이다. 1개월 동안 사용하였다. 사성 원년(684년) 2월, 중종이 황후의 외척을 재상으로 등용하려 하자 태후 무씨에 의해 폐위 되었다. 이후, 예종이 보위를 이었으며, 연호를 문명(文明)으로 개원하게 된다.

## 개원
- 홍도(弘道) 2년 1월 1일[1](684년 1월 22일)에 연호를 사성(嗣聖)으로 개원함.[2][3][4][5][6]

- 사성(嗣聖) 원년 2월 7일[7](684년 2월 27일)에 연호를 문명(文明)으로 개원함.[2][3][4][5][8]

## 연대 대조표
| 사성       | 원년       |
| 서기(西紀) | 684년      |
| 간지(干支) | 갑신(甲申) |

## 같이 보기
- 중국의 연호 목록